# Franco Centro
Franco Centro (Bastia Mondovì, 9 novembre 1930 – Benevello, 15 febbraio 1945) è stato un partigiano italiano, medaglia d'oro al valor militare.

## Biografia
Staffetta partigiana, si offrì volontario non ancora quattordicenne.
Il 12 febbraio 1945, all'alba, nella villa di Benevello vi fu un'imboscata nazista. La sentinella scorse nel tenue chiarore del mattino una fila di uomini che salivano tra la neve. Era un rastrellamento. I partigiani uscirono in fretta dalla villa. Il combattimento durò più di due ore. Anche Franco sparava con il suo moschetto, ma le forze nemiche erano soverchianti. A Franco fu affidato un importante messaggio per il comando di brigata. Insieme al compagno "Torino" fuggì per le montagne. Marciò per tutto il giorno e gran parte della notte, fino ad una capanna su di un vallone. Qui fu catturato da una pattuglia tedesca e fucilato non ancora quindicenne.